# VM i fodbold for kvinder 2011
VM i fodbold for kvinder 2011 blev afholdt i Tyskland i 2011. Mesterskabet var det sjette officielle VM for kvinder arrangeret af FIFA. Tyskland vandt kampen om værtsskabet mod Canada, efter at Schweiz, Frankrig, Australien og Peru trak sig i nævnte rækkefølge.
I turneringen deltog 16 hold fordelt i fire grupper, hvor de to bedste hold gik videre til kvartfinalerne.
Vinder af turneringen blev Japan, der slog USA i finalen i straffesparkskonkurrence efter 1-1 i ordinær spilletid og 2-2 efter forlænget spilletid. Resultatet af straffesparkskonkurrencen blev 3-1. Det var første gang, at et asiatisk land vandt en VM-titel under FIFA. Sverige vandt bronze efter sejr på 2-1 over Frankrig.

## Deltagende hold

### Kvalifikationsform
Som et resultat af den øgede popularitet og omfang var der tale om at øge antallet af hold ved VM fra 16 til 24. Det blev imidlertid droppet igen, efter at Tyskland slog Argentina med 11-0 ved VM 2007, hvilket Sepp Blatter brugte som argument for ikke at øge antallet af deltagende lande.  Dermed var der fortsat 16 hold med ved VM i 2011, og de var fordelt således :
- AFC: 3 hold

Finalistene og vinderen af bronzekampen i de asiasiske mesterskaber i 2010 var kvalificeret. Mesterskabet blev afholdt i Chengdu, Kina mellem 19. og 30. maj 2010.
- CAF: 2 hold.

Finalistene i de afrikanske mesterskaber i 2010 var kvalificeret. Mesterskabet blev afholdt i Sydafrika i oktober 2010.
- CONCACAF: 2 hold

Finalisterne i de nordamerikanske mesterskaber i 2010 var kvalificeret. Mesterskabet blev afholdt i Mexico i perioden 28. oktober – 8. november 2010.
- CONMEBOL: 2 hold

De to højest placerede hold i det sydamerikanske mesterskab i 2010 var kvalificeret. Mesterskabet blev afholdt i Ecuador i september og oktober 2010.
- OFC: 1 hold

Vinderen af det oceaniske mesterskab var kvalificeret. Mesterskabet blev afholdt i Auckland, New Zealand i perioden 7. – 17. oktober 2010.
- UEFA 4 hold

UEFA-kvalifikationen:
De 41 hold var inddelt i otte grupper, hvor holdene mødte hinanden ude og hjemme. De otte gruppevindere blev parret i fire playoff-opgør, der blev afviklet over to kampe – ude og hjemme. De fire vindere var kvalificeret til slutrunden.
- CONCACAF/UEFA: 1 hold (nummer 3 fra CONCACAF mødte nummer 5 fra UEFA)

Nr. 5 i UEFA blev udpeget ved, at taberne af playoffkampene mødte hinanden i en semifinale og en finale, igen med hjemme- og udekamp. Derefter blev der spillet en hjemme- og udekamp mod det hold, der blev nr. 3 i CONCACAF. Dette betød, at et hold kan risikere at skulle spille 18 kvalifikationskampe til VM.
- Værtsnationen Tyskland var automatisk kvalificeret.

### Kvalificerede hold
| AFC (3) - Australien - Japan - Nordkorea CAF (2) - Ækvatorialguinea - Nigeria CONCACAF (3) - Canada - Mexico - USA† | CONMEBOL (2) - Brasilien - Colombia OFC (1) - New Zealand UEFA (5) - England - Frankrig - Tyskland (værter) - Norge - Sverige |  |

† – kvalificeret via playoff-kamp mod Italien
| Gruppe A | Gruppe B    | Gruppe C  | Gruppe D         |
| -------- | ----------- | --------- | ---------------- |
| Tyskland | Japan       | USA       | Brasilien        |
| Canada   | New Zealand | Nordkorea | Australien       |
| Nigeria  | Mexico      | Colombia  | Norge            |
| Frankrig | England     | Sverige   | Ækvatorialguinea |

## Stadioner
Turneringen blev spillet i 9 værstbyer, pga. FIFAs regel om sponsornavn blev flere af navnene ændret, under turneringen.
Eftersom den maksimale tilskuerkapacitet er på 74.000, kunne der ikke blive sat VM-tilskuerrekord, eftersom den gældende rekord lød på 90.185 tilskuere. Åbningskampen blev spillet på Olympiastadion i Berlin og finalen på Commerzbank-Arena i Frankfurt.
| Berlin            | Frankfurt | Mönchengladbach | Sinsheim           |
| ----------------- | --- | --- | ------------------ |
| Olympiastadion    | Commerzbank-Arena | Borussia-Park | Rhein-Neckar-Arena |
| Kapacitet: 73.680 | Kapacitet: 48.837 | Kapacitet: 45.860 | Kapacitet: 30.150  |
|                   | | |                    |
| Leverkusen        | Augsburg Berlin Bochum Dresden Frankfurt Leverkusen Mönchengladbach Sinsheim Wolfsburg VM i fodbold for kvinder 2011 (Tyskland) | Augsburg Berlin Bochum Dresden Frankfurt Leverkusen Mönchengladbach Sinsheim Wolfsburg VM i fodbold for kvinder 2011 (Tyskland) | Wolfsburg          |
| BayArena          | Augsburg Berlin Bochum Dresden Frankfurt Leverkusen Mönchengladbach Sinsheim Wolfsburg VM i fodbold for kvinder 2011 (Tyskland) | Augsburg Berlin Bochum Dresden Frankfurt Leverkusen Mönchengladbach Sinsheim Wolfsburg VM i fodbold for kvinder 2011 (Tyskland) | Volkswagen-Arena   |
| Kapacitet: 29.708 | Augsburg Berlin Bochum Dresden Frankfurt Leverkusen Mönchengladbach Sinsheim Wolfsburg VM i fodbold for kvinder 2011 (Tyskland) | Augsburg Berlin Bochum Dresden Frankfurt Leverkusen Mönchengladbach Sinsheim Wolfsburg VM i fodbold for kvinder 2011 (Tyskland) | Kapacitet: 26.062  |
|                   | Augsburg Berlin Bochum Dresden Frankfurt Leverkusen Mönchengladbach Sinsheim Wolfsburg VM i fodbold for kvinder 2011 (Tyskland) | Augsburg Berlin Bochum Dresden Frankfurt Leverkusen Mönchengladbach Sinsheim Wolfsburg VM i fodbold for kvinder 2011 (Tyskland) |                    |
| Dresden           | Augsburg Berlin Bochum Dresden Frankfurt Leverkusen Mönchengladbach Sinsheim Wolfsburg VM i fodbold for kvinder 2011 (Tyskland) | Augsburg Berlin Bochum Dresden Frankfurt Leverkusen Mönchengladbach Sinsheim Wolfsburg VM i fodbold for kvinder 2011 (Tyskland) | Augsburg           |
| Glücksgas Stadion | Augsburg Berlin Bochum Dresden Frankfurt Leverkusen Mönchengladbach Sinsheim Wolfsburg VM i fodbold for kvinder 2011 (Tyskland) | Augsburg Berlin Bochum Dresden Frankfurt Leverkusen Mönchengladbach Sinsheim Wolfsburg VM i fodbold for kvinder 2011 (Tyskland) | Impuls Arena       |
| Kapacitet: 25.582 | Augsburg Berlin Bochum Dresden Frankfurt Leverkusen Mönchengladbach Sinsheim Wolfsburg VM i fodbold for kvinder 2011 (Tyskland) | Augsburg Berlin Bochum Dresden Frankfurt Leverkusen Mönchengladbach Sinsheim Wolfsburg VM i fodbold for kvinder 2011 (Tyskland) | Kapacitet: 24.661  |
|                   | Augsburg Berlin Bochum Dresden Frankfurt Leverkusen Mönchengladbach Sinsheim Wolfsburg VM i fodbold for kvinder 2011 (Tyskland) | Augsburg Berlin Bochum Dresden Frankfurt Leverkusen Mönchengladbach Sinsheim Wolfsburg VM i fodbold for kvinder 2011 (Tyskland) |                    |
| Bochum            | | |                    |
| Ruhrstadion       | | |                    |
| Kapacitet: 20.556 | | |                    |
|                   | | |                    |

## Knockout-runde
|  | Kvartfinaler         | Kvartfinaler               |                      |       | Semifinaler | Semifinaler         |                     |  | Finale | Finale |
|  |                      |                            |                      |       |             |                     |                     |  |        |        |
|  | 9. juli — Wolfsburg  |                            |                      |       |             |                     |                     |  |        |        |
|  |                      |                            |                      |       |             |                     |                     |  |        |        |
|  | Tyskland             | 0                          |                      |       |             |                     |                     |  |        |        |
|  | Tyskland             | 0                          | 13. juli — Frankfurt |       |             |                     |                     |  |        |        |
|  | Japan (a.e.t.)       | 1                          |                      |       |             |                     |                     |  |        |        |
|  | Japan (a.e.t.)       | 1                          | Japan                | 3     |             |                     |                     |  |        |        |
|  | 10. juli — Augsburg  |                            | Japan                | 3     |             |                     |                     |  |        |        |
|  |                      |                            | Sverige              | 1     |             |                     |                     |  |        |        |
|  | Sverige              | 3                          | Sverige              | 1     |             |                     |                     |  |        |        |
|  | Sverige              | 3                          | 17. juli — Frankfurt |       |             |                     |                     |  |        |        |
|  | Australien           | 1                          |                      |       |             |                     |                     |  |        |        |
|  | Australien           | 1                          | Japan (pen.)         | 2 (3) |             |                     |                     |  |        |        |
|  | 9. juli — Leverkusen |                            | Japan (pen.)         | 2 (3) |             |                     |                     |  |        |        |
|  |                      | USA                        | 2 (1)                |       |             |                     |                     |  |        |        |
|  | England              | USA                        | 2 (1)                | 1 (3) |             |                     |                     |  |        |        |
|  | England              | 13. juli — Mönchengladbach |                      | 1 (3) |             |                     |                     |  |        |        |
|  | Frankrig (pen.)      | 1 (4)                      |                      |       |             |                     |                     |  |        |        |
|  | Frankrig (pen.)      | 1 (4)                      | Frankrig             | 1     | Third place | Third place         |                     |  |        |        |
|  | 10. juli — Dresden   |                            | Frankrig             | 1     | Third place | Third place         |                     |  |        |        |
|  |                      |                            | USA                  | 3     |             | 16. juli — Sinsheim | 16. juli — Sinsheim |  |        |        |
|  | Brasilien            | 2 (3)                      | USA                  | 3     |             | 16. juli — Sinsheim | 16. juli — Sinsheim |  |        |        |
|  | Brasilien            | 2 (3)                      |                      |       | Sverige     | 2                   |                     |  |        |        |
|  | USA (pen.)           | 2 (5)                      |                      |       | Sverige     | 2                   |                     |  |        |        |
|  | USA (pen.)           | 2 (5)                      | Frankrig             | 1     |             |                     |                     |  |        |        |
|  |                      |                            |                      | 1     |             |                     |                     |  |        |        |

### Kvartfinaler
| 9. juli 2011 18:00 |

| England                            | 1–1                      | Frankrig                                   |
| ---------------------------------- | ------------------------ | ------------------------------------------ |
| J. Scott 59'                       |                          | Bussaglia 88' ·                            |
|                                    | Straffesparkskonkurrence |                                            |
| Smith Carney Stoney Rafferty White | 3–4                      | Abily Bussaglia Thiney Bompastor Le Sommer |

| BayArena, Leverkusen Tilskuere: 26.395 Dommer: Jenny Palmqvist (Sverige) |

| 9. juli 2011 20:45 |

| Tyskland | 0–1 | Japan           |
| -------- | --- | --------------- |
|          |     | Maruyama 108' · |

| Volkswagen-Arena, Wolfsburg Tilskuere: 26.067 Dommer: Quetzalli Alvarado (Mexico) |

| 10. juli 2011 13:00 |

| Sverige                                   | 3–1 | Australien  |
| ----------------------------------------- | --- | ----------- |
| Sjögran 10' · Dahlkvist 16' · Schelin 52' |     | Perry 40' · |

| Impuls Arena, Augsburg Tilskuere: 24.605 Dommer: Silvia Reyes (Peru) |

| 10. juli 2011 17:30 |

| Brasilien                         | 2–2                      | USA                                |
| --------------------------------- | ------------------------ | ---------------------------------- |
| Marta 68' (str.), 92'             |                          | Daiane 2' (sm.) · Wambach 120+2' · |
|                                   | Straffesparkskonkurrence |                                    |
| Cristiane Marta Daiane Francielle | 3–5                      | Boxx Lloyd Wambach Rapinoe Krieger |

| Rudolf-Harbig-Stadion, Dresden Tilskuere: 25.598 Dommer: Jacqui Melksham (Australia) |

### Semifinaler
| 13. juli 2011 18:00 |

| Frankrig      | 1–3 | USA                                    |
| ------------- | --- | -------------------------------------- |
| Bompastor 55' |     | Cheney 9' · Wambach 79' · Morgan 82' · |

| Borussia-Park, Mönchengladbach Tilskuere: 25.676 Dommer: Kirsi Heikkinen (Finland) |

| 13. juli 2011 20:45 |

| Japan                        | 3–1 | Sverige      |
| ---------------------------- | --- | ------------ |
| Kawasumi 19', 64' · Sawa 60' |     | Öqvist 10' · |

| Commerzbank-Arena, Frankfurt Tilskuere: 45.434 Dommer: Carol Anne Chenard (Canada) |

### Kamp om tredjeplads
| 16. juli 2011 17:30 |

| Sverige                       | 2–1 | Frankrig     |
| ----------------------------- | --- | ------------ |
| Schelin 29' · Hammarström 82' |     | Thomis 56' · |

| Rhein-Neckar-Arena, Sinsheim Tilskuere: 25.515 Dommer: Kari Seitz (United States) |

### Finale
| 17. juli 2011 20:45 |

| Japan                             | 2–2                      | USA                         |
| --------------------------------- | ------------------------ | --------------------------- |
| Miyama 81' · Sawa 117'            |                          | Morgan 69' · Wambach 104' · |
|                                   | Straffesparkskonkurrence |                             |
| Miyama Nagasato Sakaguchi Kumagai | 3–1                      | Boxx Lloyd Heath Wambach    |

| Commerzbank-Arena, Frankfurt Tilskuere: 48.817 Dommer: Bibiana Steinhaus (Tyskland) |

## Statistik

### Målscorere
Homare Sawa fra Japan vandt Den gyldne støvle (Golden Boot) hæderen for at score fem mål. I alt blev 86 mål scoret af 58 forskellige spillere. Kun et af målene var selvmål.
5 mål
- Homare Sawa

4 mål
- Marta
- Abby Wambach

3 mål
- Lisa Dahlkvist

2 mål
| - Kyah Simon - Cristiane - Rosana - Jill Scott - Genoveva Añonma - Marie-Laure Delie | - Gaëtane Thiney - Élodie Thomis - Kerstin Garefrekes - Inka Grings - Célia Okoyino da Mbabi | - Nahomi Kawasumi - Aya Miyama - Lotta Schelin - Lauren Cheney - Alex Morgan |

1 mål
| - Lisa De Vanna - Leena Khamis - Ellyse Perry - Emily van Egmond - Érika - Christine Sinclair - Jessica Clarke - Ellen White - Fara Williams - Rachel Yankey - Camille Abily - Sonia Bompastor - Élise Bussaglia | - Laura Georges - Simone Laudehr - Karina Maruyama - Yūki Nagasato - Shinobu Ohno - Maribel Domínguez - Stephany Mayor - Mónica Ocampo - Sarah Gregorius - Amber Hearn - Rebecca Smith - Hannah Wilkinson | - Perpetua Nkwocha - Emilie Haavi - Elise Thorsnes - Nilla Fischer - Marie Hammarström - Jessica Landström - Josefine Öqvist - Therese Sjögran - Rachel Buehler - Carli Lloyd - Heather O'Reilly - Megan Rapinoe |

Selvmål
- Daiane (for USA)

### Assists
Aya Miyama fra Japan vandt hæderen for flest assists.
4 assists
- Aya Miyama

3 assists
- Marta
- Sandrine Soubeyrand
- Lauren Cheney
- Megan Rapinoe

2 assists
- Collette McCallum
- Alex Scott
- Babett Peter
- Lotta Schelin
- Therese Sjögran

Kilde: worldfootball.net

## Samlet rankering
| Pos                       | Hold             | K | V | U | T | M+ | M- | MF | Pts |
| ------------------------- | ---------------- | - | - | - | - | -- | -- | -- | --- |
| 1                         | Japan            | 6 | 4 | 1 | 1 | 12 | 6  | +6 | 13  |
| 2                         | USA              | 6 | 3 | 2 | 1 | 13 | 7  | +6 | 11  |
| 3                         | Sverige          | 6 | 5 | 0 | 1 | 10 | 6  | +4 | 15  |
| 4                         | Frankrig         | 6 | 2 | 1 | 3 | 10 | 10 | 0  | 7   |
| Slået ud i kvartfinalerne |                  |   |   |   |   |    |    |    |     |
| 5                         | Brasilien        | 4 | 3 | 1 | 0 | 9  | 2  | +7 | 10  |
| 6                         | Tyskland         | 4 | 3 | 0 | 1 | 7  | 4  | +3 | 9   |
| 7                         | England          | 4 | 2 | 2 | 0 | 6  | 3  | +3 | 8   |
| 8                         | Australien       | 4 | 2 | 0 | 2 | 6  | 7  | –1 | 6   |
| Slået ud i gruppespillet  |                  |   |   |   |   |    |    |    |     |
| 9                         | Nigeria          | 3 | 1 | 0 | 2 | 1  | 2  | –1 | 3   |
| 10                        | Norge            | 3 | 1 | 0 | 2 | 2  | 5  | –3 | 3   |
| 11                        | Mexico           | 3 | 0 | 2 | 1 | 3  | 7  | –4 | 2   |
| 12                        | New Zealand      | 3 | 0 | 1 | 2 | 4  | 6  | –2 | 1   |
| 13                        | Nordkorea        | 3 | 0 | 1 | 2 | 0  | 3  | –3 | 1   |
| 14                        | Colombia         | 3 | 0 | 1 | 2 | 0  | 4  | –4 | 1   |
| 15                        | Ækvatorialguinea | 3 | 0 | 0 | 3 | 2  | 7  | –5 | 0   |
| 16                        | Canada           | 3 | 0 | 0 | 3 | 1  | 7  | –6 | 0   |